# Resolución 936 del Consejo de Seguridad de las Naciones Unidas
La resolución 936 del Consejo de Seguridad de las Naciones Unidas, adoptada por unanimidad el 8 de julio de 1994, después de reafirmar las resoluciones 808 (1993) y 827 (1993), el Consejo nombró a Richard Goldstone, un juez en la Corte Constitucional de Sudáfrica, como fiscal del Tribunal Internacional para la ex Yugoslavia (TPIY).